# Jan Eichhorn
Jan Eichhorn (ur. 8 maja 1981 w Sonneberg w Turyngii) – niemiecki saneczkarz, medalista mistrzostw świata seniorów i juniorów, mistrz Europy.
Pierwsze sukcesy odnosił na mistrzostwach świata juniorów zdobywając złoto i brąz w dwójkach (w parze z Steffenem Dundrem) oraz brąz w jedynkach. W reprezentacji Niemiec startuje od 1999 roku. Na igrzyskach startował jeden raz, w 2006, kończąc zawody na szóstym miejscu. Na mistrzostwach świata wywalczył jeden medal. W 2007 stanął na najniższym stopniu podium w jedynkach. Na mistrzostwach Europy również wywalczył jeden medal. W 2004 został najlepszym zawodnikiem kontynentu w drużynie mieszanej. W Pucharze Świata startował od sezonu 2000/2001. Jeden raz stał na podium klasyfikacji generalnej zajmując na koniec sezonu 2008/2009 trzecie miejsce. Na swoim koncie ma dwa zwycięstwa w zawodach oraz sześć miejsc na podium.
Po mistrzostwach Niemiec, w styczniu 2012 roku, zakończył karierę.

## Osiągnięcia

### Igrzyska olimpijskie
| Rok  | Miejsce | Jedynki |
| ---- | ------- | ------- |
| 2006 | Turyn   | 6.      |

### Mistrzostwa świata
| Rok  | Miejsce     | Jedynki |
| ---- | ----------- | ------- |
| 2003 | Sigulda     | 5.      |
| 2004 | Nagano      | 7.      |
| 2005 | Park City   | 4.      |
| 2007 | Innsbruck   | 3.      |
| 2008 | Oberhof     | 4.      |
| 2009 | Lake Placid | 5.      |
| 2011 | Cesana      | 7.      |

### Mistrzostwa Europy
| Rok  | Miejsce    | Jedynki | Drużyna mieszana |
| ---- | ---------- | ------- | ---------------- |
| 2004 | Oberhof    | 4.      | 1.               |
| 2006 | Winterberg | 5.      |                  |
| 2008 | Cesana     | 9.      |                  |

### Puchar Świata

#### Miejsca w klasyfikacji generalnej
| Sezon     | Miejsce |
| --------- | ------- |
| 2000/2001 | 35.     |
| 2001/2002 | =29.    |
| 2002/2003 | =18.    |
| 2003/2004 | 11.     |
| 2004/2005 | 8.      |
| 2005/2006 | 7.      |
| 2006/2007 | 7.      |
| 2007/2008 | 4.      |
| 2008/2009 | 3.      |
| 2009/2010 | 7.      |
| 2010/2011 | 7.      |

#### Zwycięstwa
| Nr | Dzień       | Rok  | Miejscowość | 1. Zjazd | Wynik 1. | 2. Zjazd | Wynik 2. | Łączny czas  | Przypisy |
| -- | ----------- | ---- | ----------- | -------- | -------- | -------- | -------- | ------------ | -------- |
| 1. | 29 stycznia | 2006 | Oberhof     | 44.067 s | 2.       | 43.987 s | 1.       | 1:28.054 min | -        |
| 2. | 18 stycznia | 2009 | Oberhof     | 45.811 s | 15.      | 45.566 s | 1.       | 1:31.377 min | -        |

#### Miejsca na podium chronologicznie
| Nr | Dzień        | Rok  | Miejscowość | 1. Zjazd | Wynik 1. | 2. Zjazd | Wynik 2. | Łączny czas  | Lokata | Strata   | Zwycięzca      | Przypisy |
| -- | ------------ | ---- | ----------- | -------- | -------- | -------- | -------- | ------------ | ------ | -------- | -------------- | -------- |
| 1. | 29 stycznia  | 2006 | Oberhof     | 44.067 s | 2.       | 43.987 s | 1.       | 1:28.054 min | 1.     | -        | -              | -        |
| 2. | 13 stycznia  | 2007 | Oberhof     | 46.683 s | 4.       | 46.434 s | 2.       | 1:33.117 min | 2.     | +0.533 s | David Möller   | -        |
| 3. | 17 listopada | 2007 | Lake Placid | 52.657 s | 3.       | 52.971 s | 3.       | 1:45.628 min | 3.     | +0.390 s | Armin Zöggeler | -        |
| 4. | 25 listopada | 2007 | Calgary     | 45.354 s | 1.       | 45.059 s | 3.       | 1:30.413 min | 2.     | +0.023 s | David Möller   | -        |
| 5. | 18 stycznia  | 2009 | Oberhof     | 45.811 s | 15.      | 45.566 s | 1.       | 1:31.377 min | 1.     | -        | -              | -        |
| 6. | 17 stycznia  | 2010 | Oberhof     | 45.704 s | 1.       | 45.773 s | 5.       | 1:31.477 min | 3.     | +0.094 s | Andi Langenhan | -        |